# Rekenen: De Razende Rekenrace
Rekenen: De Razende Rekenrace is een computerspel dat in 1996 werd ontwikkeld door Davilex voor de pc.
RedCat vliegt door de ruimte, op zoek naar avontuur. Uiteindelijk ontdekt hij dat er een race is. Hij besluit mee te doen aan de race en scheert naar de planeet. Brutus en Max (heette toen nog Snitch) hebben zich ook voor de race ingeschreven. Met zijn drieën strijden ze om de eerste plaats.